# Moulin à cheval
 (juillet 2020).
Si vous disposez d'ouvrages ou d'articles de référence ou si vous connaissez des sites web de qualité traitant du thème abordé ici, merci de compléter l'article en donnant les références utiles à sa vérifiabilité et en les liant à la section « Notes et références ».

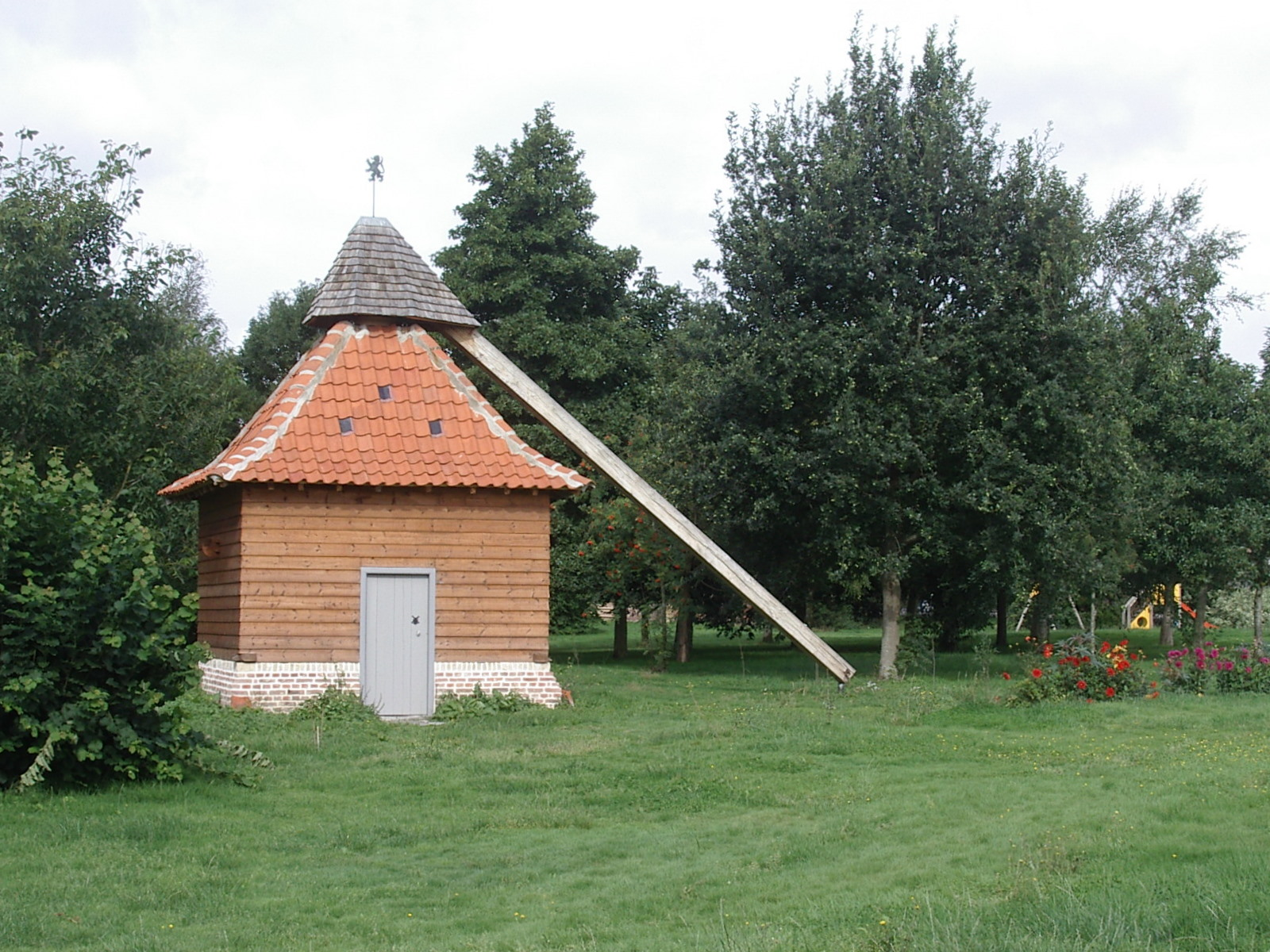
Le Rosmeulen à Volckerinckhove, en France.

Un moulin à cheval est un manège utilisé pour moudre du grain. Dans une interview à La Voix du Nord, Félix Boutu, président de l'association Yser Houck qui a construit le Rosmeulen, indique que ce type de moulin constitue une alternative au moulin classique lorsqu'il n'y a pas de vent. Le moulin à vent, s'il a une productivité moindre, permettait d'éviter que le grain ne s'altère avant d'être moulu. L'armée avait disposé de moulins similaires mus par des cheveux, et certains moulins à chevaux existaient sous un hangar plus vaste sans constituer une construction à part entière.